# Neuzina
Neuzina (cyr. Неузина) – wieś w Serbii, w Wojwodinie, w okręgu środkowobanackim, w gminie Sečanj. W 2011 roku liczyła 1256 mieszkańców.